# Jair Nunes
Jair Nunes do Espírito Santo, dit Jair Nunes, né le 15 septembre 1994 à São Tomé, est un footballeur international santoméen. Il évolue au poste de milieu offensif.

## Biographie

### Carrière en équipe nationale
Jair Nunes joue son premier match en équipe nationale le 15 novembre 2011 lors d'un match des éliminatoires de la Coupe du monde 2014 contre le Congo (1-1). Le 15 janvier 2012, il marque son premier but en sélection lors d'un match des éliminatoires de la CAN 2013 contre le Lesotho (victoire 1-0)
Au total, il compte 10 sélections et 3 buts en équipe de Sao Tomé-et-Principe depuis 2011.

## Statistiques

### Buts en sélection
Le tableau suivant liste les résultats de tous les buts inscrits par Jair Nunes avec l'équipe de Sao Tomé-et-Principe.